# Serranía Aguaragüe
Die Serranía Aguaragüe (auch: Serranía de Aguaragüe oder Serranía del Aguaragüe) ist ein Gebirgszug im südamerikanischen Anden-Staat Bolivien.

## Lage
Die Serranía Aguaragüe (gesprochen: a-gua-ra-gu-e) ist die südlichste der bolivianischen Voranden-Ketten und liegt zwischen der Cordillera Oriental im Westen und den weiten Ebenen des Gran Chaco im Osten. Sie erstreckt sich in Nord-Süd-Richtung in den Departamentos Tarija, Chuquisaca und Santa Cruz. Im Norden wird der Höhenzug durch den Río Cuevo begrenzt (20°21'S/63°20'W) und verläuft von dort aus bis zur argentinischen Grenze (22°00'S/63°45'W) und darüber hinaus, er hat eine Gesamtlänge von etwa 200 Kilometern. Zu den höchsten Erhebungen in der Serranía Aguaragüe zählt der Cerro Sanandita (1753 m) bei Sachapera, über weite Strecken erreicht der Höhenrücken jedoch kaum mehr als 1200 bis 1300 m.

## Geographie
Die Serranía Aguaragüe folgt der Auffaltungsrichtung des Anden-Hochgebirges, ohne die absolute Höhe der zentralen Anden-Regionen zu erreichen, ihre Ostflanke ertrinkt in dem Erosionsmaterial, das in Jahrmillionen in den Gran Chaco gewaschen worden ist. Außer durch den Río Cuevo wird der Höhenzug durch den Río Pilcomayo und den Río Macharetí durchbrochen, alle drei Flüsse versickern in ihrem Verlauf weiter östlich im bolivianischen Chaco. Weite Teile des Höhenzuges im Departamento Tarija sind seit April 2000 als Parque Nacional y Area Natural de Manejo Integrado Aguaragüe unter Naturschutz gestellt, dessen Ökologie durch die zunehmende Erdgas- und Erdölförderung an seiner Ostflanke jedoch akut bedroht ist.

## Besiedlung und Verkehr
Die Serranía Aguaragüe ist fast unbesiedelt, an ihrer Ostflanke finden sich jedoch einige größere Städte wie Yacuiba, Villamontes und Boyuibe, welche durch die Fernstraße Ruta 9 miteinander verbunden sind. Von Osten nach Westen durchschneiden den Höhenzug die Ruta 29 von Campo Pajoso über Caraparí nach Palos Blancos; die Ruta 11 von Villamontes nach Entre Ríos, und die Ruta 6 von Boyuibe über Camiri in die Hauptstadt Sucre.